# Филип, Ян (гандболист)
Ян Филип (чеш. Jan Filip; род. 14 июня 1973, Прага) — чешский гандболист, выступавший за Дуклу (Прага), Нордхорн, Райн-Неккар Лёвен и сборную Чехии. С 2014 по 2021 год являлся тренером сборной Чехии по гандболу.

## Карьера

### Клубная
Ян Филип начинал свою карьеру в Чехии в клубе «Дукла» из Праги. В 1997 году переходит в немецкий клуб «Дюссельдорф», проводит там сезон, и через год он возвращается обратно в «Дуклу». В 1999 году переходит в итальянский клуб «Pallamano Conversano», где проводит один сезон. В 2000 году становиться игроком «Нордхорна», которому помог стать вторым в чемпионате Германии в 2002 году. В 2008 году «Нордхорн» завоёвывает кубок ЕГФ. Всего за «Нордхорн» в чемпионате Германии провёл 296 матчей и забросил 1792 года. В 2008 году переходит в «Райн-Неккар Лёвен», где проводит 1 сезон. С 2009 года выступает за швейцарские клубы «Кадеттен-Шафхаузен» и «ТСВ Санкт-Галлен». В 2015 году завершает карьеру игрока.

### В сборной
Ян Филип выступал за сборную Чехии и провёл за сборную 220 матчей и забросил 960 голов.

### Тренерская
Ян Филип в 2011 году стал играющим тренером швейцарского клуба «ТСВ Санкт-Галлен». В 2015 году Ян Филип возглавил сборную Чехии по гандболу.

## Награды
- Обладатель кубка ЕГФ: 2008
- Победитель чемпионата Швейцарии: 2010, 2011
- Обладатель кубка Швейцарии: 2011

## Статистика
| Сезон       | Клуб              | Лига       | Матчи | Голы | 7-метр | Голы |
| ----------- | ----------------- | ---------- | ----- | ---- | ------ | ---- |
| 2002/03     | Нордхорн          | Бундеслига | 34    | 246  | 44     | 202  |
| 2003/04     | Нордхорн          | Бундеслига | 34    | 232  | 73     | 159  |
| 2004/05     | Нордхорн          | Бундеслига | 34    | 249  | 71     | 178  |
| 2005/06     | Нордхорн          | Бундеслига | 34    | 226  | 50     | 176  |
| 2006/07     | Нордхорн          | Бундеслига | 34    | 203  | 53     | 150  |
| 2007/08     | Нордхорн          | Бундеслига | 32    | 191  | 58     | 133  |
| 2008/09     | Райн-Неккар Лёвен | Бундеслига | 32    | 101  | 20     | 81   |
| 2002 — 2009 | Итого             | Бундеслига | 234   | 1448 | 369    | 1079 |